# Внутренняя миграция населения в России
Внутренняя миграция населения в России — территориальная подвижность граждан России в пределах России, обусловленная, как правило, влиянием разнообразных факторов — социально-экономических, военно-политических, религиозных, природных, экологических; особенностями исторического и хозяйственного развития отдельных регионов страны.
От внешней миграции внутренняя отличается целым рядом особенностей: внутрироссийские потоки сохраняют большую степень сезонности: традиционно больше всего перемещений внутри России происходит в осенние месяцы (сентябрь—октябрь), минимальными объёмами внутренних перемещений характеризуется май. После резкого сокращения в годы после распада СССР ежегодный валовый внутрироссийский миграционный поток стабилизировался на отметке около 4 млн человек.
Внутрироссийская миграция традиционно делится пополам на два почти равнозначных потока: внутрирегиональную и межрегиональную. В отличие от внешних мигрантов, пополняющих население практически всех регионов России положительным миграционным сальдо, внутренние мигранты, подавляющее большинство которых — это граждане России, гораздо более избирательны. В начале XXI века за счёт миграционного обмена с другими регионами России лишь 15 регионов имеют положительный миграционный баланс внутри России, и лишь около 7—8 из них являются по-настоящему привлекательными для жителей всех остальных регионов. К этим регионам по абсолютным величинам традиционно относятся в первую очередь обе столицы, пристоличные области (включая с 2012 года ставшую пристоличной также и Калужскую), Краснодарский край, Калининградская область, а также республика Татарстан. Белгородская область резко увеличила свою привлекательность в постсоветский период, хотя в советское время не выделялась на общем фоне регионов Черноземья. После их включения в состав Российской Федерации в 2014 году, Севастополь и Республика Крым также вошли в число регионов, активно привлекающих внутренних мигрантов. При этом именно ГФЗ Севастополь является самым миграционно привлекательным городом страны, и в относительном измерении значительно опережает Москву.

## Доля
Доля внутренних мигрантов в общем потоке зарегистрированных прибывших значительно превышает число прибывших из-за рубежа: она составила 72 % в 1994 году, 96 % в 2003—2004 годах, 86 % в 2009 году, 91 % в 2010 году, около 90 % в 2011—2013 годах (по новым правилам учёта долгосрочной миграции). В 2014—2015 годах доля «внутренних» мигрантов в общем потоке всех прибывших достигала 87 %.

## История
С начала 1990-х годов миграция в России изменилась на противоположную по сравнению с Советским Союзом. При общем снижении миграционной подвижности бывшие регионы притока мигрантов стали регионами оттока, и наоборот. Начался сильный отток населения из регионов Крайнего Севера и Дальнего Востока, которые раньше привлекали население высокой оплатой труда («северными коэффициентами» и «полярными надбавками» к зарплате). Большая часть мигрантов ехали туда на время, чтобы заработать деньги, а затем потратить их в более благоприятных для жизни районах (например, купить дом или квартиру, автомобиль и т. д.). Однако инфляция «съела» их сбережения, а нынешние доходы населения Севера отнюдь не компенсируют ни жизни в суровых условиях, ни расходов на питание. Например, стоимость минимального продуктового набора в Магадане вдвое выше среднероссийской и втрое выше, чем в областях Центрально-Чернозёмного района. Бывшие регионы миграционного оттока, наоборот, стали центрами притяжения мигрантов. Это, прежде всего Центральная Россия, Урал и Поволжье. Сюда возвращаются многие из тех, кто уехал ранее в северные и восточные районы. «Западный дрейф» постсоветской внутренней миграции во многом объясняется сохранением миграционной привлекательности крупных городов Европейской части России, в первую очередь Москвы и Санкт-Петербурга.

## Современная ситуация
С 1990-х по настоящее время в России наблюдается «западный дрейф» — переезд жителей Сибири и Дальнего востока в европейскую часть страны, а также массовый отток жителей из северных регионов.
После распада СССР произошёл более чем двукратный спад внутренней мобильности населения России. В 2000-е годы меняли место жительства внутри страны около 2 млн человек или 1,4 % населения в год против 3,3 % в 1989 году. Этот спад является следствием ряда причин, среди которых самое важное значение имеет изменившаяся после крушения СССР практика обеспечения населения жильём.
В настоящее время регионами, притягивающими наибольшее число мигрантов, являются крупные экономические центры с диверсифицированными рынками труда, обеспечивающими относительно высокий уровень заработной платы. Кроме того, крупные центры привлекают людей более развитой инфраструктурой и более высоким уровнем жизни. Напротив, регионы со сложной ситуацией на рынке труда, низкой оплатой труда и уровнем жизни, низким рейтингом инвестиционной привлекательности являются донорами, активно отдающими своё население.
Регионами — лидерами по привлечению внутренних мигрантов являются такие крупные центры как Москва, Санкт-Петербург, а также Краснодарский край.
| Регион прибытия   | Центральный | Северо-Западный | Южный   | Уральский | Дальневосточный | Северо-Кавказский | Сибирский | Приволжский | Итого прибыло / выбыло | Население ФО на 01.01.2014 | Доля, % |
| ----------------- | ----------- | --------------- | ------- | --------- | --------------- | ----------------- | --------- | ----------- | ---------------------- | -------------------------- | ------- |
| Центральный       |             | 44,997          | 67,581  | 57,643    | 61,130          | 69,680            | 87,312    | 195,207     | 583,550                | 38,819,874                 | +1,50   |
| Северо-Западный   | -44,997     |                 | 6,873   | 24,698    | 30,547          | 24,525            | 37,370    | 39,951      | 118,967                | 13,800,658                 | +0,86   |
| Южный             | -67,581     | -6,873          |         | 26,723    | 36,033          | 40,549            | 46,790    | 23,651      | 99,292                 | 13,963,874                 | +0,71   |
| Уральский         | -57,643     | -24,698         | -26,723 |           | 5,108           | 27,045            | 21,626    | 24,017      | -31,268                | 12,234,224                 | -0,25   |
| Дальневосточный   | -61,130     | -30,547         | -36,033 | -5,108    |                 | -341              | -16,501   | -11,485     | -161,145               | 6,226,640                  | -2,59   |
| Северо-Кавказский | -69,680     | -24,525         | -40,549 | -27,045   | 341             |                   | -3,068    | -4,995      | -169,521               | 9,590,085                  | -1,76   |
| Сибирский         | -87,312     | -37,370         | -46,790 | -21,626   | 16,501          | 3,068             |           | -10,195     | -183,724               | 19,292,740                 | -0,95   |
| Приволжский       | -195,207    | -39,951         | -23,651 | -24,017   | 11,485          | 4,995             | 10,195    |             | -256,151               | 29,738,836                 | -0,86   |
| Итого выбыло      | -583,550    | -118,967        | -99,292 | 31,268    | 161,145         | 169,521           | 183,724   | 256,151     |                        |                            |         |

Данные Госкомстата за 2009—2013 годы свидетельствуют о том, что наибольший отток населения произошёл из Приволжского ФО, что во многом обусловлено близостью Центрального ФО (в первую очередь Москвы и Московской области), которые привлекли большую часть мигрантов из Приволжского ФО. В субъектах РФ, входящих в состав федеральных округов, миграция тоже носит неравномерный характер, в частности, из четырнадцати регионов Приволжского федерального округа миграционный прирост в 2009 году сохранила только Республика Татарстан (2,2 тыс. чел.).
Дальневосточный ФО не является лидером по абсолютным показателям миграции населения в другие регионы, но с учётом малой общей численности населения, этот округ является абсолютным лидером по доле населения мигрировавшего в другие ФО, за 5 лет (с 2009 по 2013 годы) из этого округа уехало около 2,6 % общей численности населения. Это единственный федеральный округ, где почти все субъекты, входящие в него, имеют отрицательное миграционное сальдо. Больше всего убывает население в Республике Саха (Якутии), Магаданской области и Чукотском автономном округе, которые потеряли почти половину своего постоянного населения, а также в Камчатской и Сахалинской областях. Таким образом, здесь, как ни в одном другом округе России, миграция выступает мощным фактором сокращения общей численности населения.

## Миграционные потоки
Миграционные потоки отражают влияние ключевых факторов, влияющих на миграцию населения:
- Экономические факторы — регионы с более высоким уровнем заработной платы и уровнем жизни населения всегда привлекают население. Значимость этого фактора подтверждают высокие показатели миграции в Центральном ФО и Северо-Западный ФО. Регионами — лидерами по привлекательности в этих ФО являются Москва, Московская и Белгородская области (в ЦФО), а также Санкт-Петербург, Ленинградская и Калининградская области (в СЗФО).
- Природно-климатические — большей миграционной привлекательностью, при прочих равных условиях, обладают центральные и южные районы с более тёплым и комфортным для жизни климатом. Природно-климатические влияют также на условия экономической деятельности, особенно в аграрном секторе. Южный ФО является третьим по численности привлеченных внутренних мигрантов за период с 2009 по 2013 годы, в то же время в рамках этого округа существенная дифференциация по численности мигрантов. Наибольшей привлекательностью обладают Краснодарский и Ставропольский края, что в свою очередь обусловлено экономическими факторами (наличием более развитого рынка труда)[11].
- Социальные факторы, в том числе наличие родственных и исторических связей, а также близостью регионов. Например, миграция населения из республик Северного Кавказа, в которых ещё не завершился демографический переход, в Ставропольский и Краснодарский края[11]. Эти факторы, наряду с другими, составляют основу для возвратной миграции, что актуально для жителей северных и восточных регионов, переселившихся в своё время из центральных и южных районов страны.

## Привлекательность регионов
| Прирост за счёт внутренней миграции, тыс. человек (оценка) | 1991—2000 | 2001—2010 | 1991—2010 | 2011—2012 |
| Москва и Московская область                                | 1 860     | 1 890     | 3 750     | 305       |
| Санкт-Петербург и Ленинградская область                    | 200       | 500       | 700       | 101       |
| Краснодарский край                                         | 300       | 200       | 500       | 54        |

Лишь около 15 регионов России увеличивают свое население за счёт остальных 70 регионов в ходе внутрироссийской миграции. Москва и Московская область продолжают выступать в качестве первостепенного центра притяжения населения регионов со всей России. С расширением границ Москвы до пределов Обнинской агломерации Калужской области, привлекательность последней для внутрироссийских мигрантов резко увеличилась. Практически все остальные регионы отдают население столичному региону на протяжении десятилетий. За период 1991—2012 годов один только учтённый внутристрановой миграционный прирост столичного Московского региона (3,75 млн) превысил население всего Киева. Несмотря на более скромные масштабы притока, Санкт-Петербург и Краснодарский край также притягивали население со всей страны. Кроме этого, Татарстан, Белгородская, Калининградская и Нижегородская области получали в период 1991—2012 годов не такой большой, но всё же устойчивый прирост за счёт многих других регионов страны. Однако в случае с оценкой реальной внутрироссийской привлекательности малых регионов важные корректировки вносит феномен отходничества, в особенности незарегистрированного. Примером может служить та же Белгородская область. Белгородская область, как одна из номинально аттрактивных областей России, в 2012 году получила по статистике 8,6 тыс. новых жителей за счет разницы баланса въезда и выезда (включая внешних мигрантов), в 2013 году — 6,6 тыс. При этом лишь чуть более половины сальдо дали мигранты трудоспособного возраста. При этом в том же 2012 году, по заниженным данным ОНПЗ 8,4 тыс. человек, а в 2013 году — 12,0 тыс. жителей области преимущественно трудоспособного возраста, выехали на работу в другие регионы страны. Это фактически ставит под сомнение кажущееся миграционное благополучие даже такого весьма привлекательного, согласно статистике и СМИ, региона.
Среди регионов-доноров, отдающих население практически всем остальным субъектам страны, лидером является трудоизбыточный Дагестан (до 10 тыс. нетто-человек в год). В постсоветские время население также активно покидает ставшие трудоизбыточными регионы севера России (Магадан и Коми).

### Особенности
Особенностью внутрироссийской миграции является её относительно слабая привязанность к общей экономической ситуации по стране в целом, по крайней мере если иметь дело с официальной статистикой. К примеру, масштабы внутренней миграции стабильно находятся на уровне около 4 млн человек в год начиная с начала 2000-х гг. Они оставались неизменными и в период бурного экономического роста, и в периоды последовавших за ним кризисов 2008—2009 гг. и 2014—2016 годов, то есть практически не реагировали на изменения социально-экономической ситуации в стране.